# Destiny (album)
Destiny – siódmy studyjny album fińskiego zespołu Stratovarius. Muzyka zawarta na nim stanowi połączenie power metalu i muzyki symfonicznej. Wydawnictwo zawiera jeden z najbardziej znanych utworów grupy: "SOS".

## Lista utworów

### Wydanie oryginalne
1. „Destiny” – 10:15
2. „SOS” – 4:15
3. „No Turning Back” – 4:22
4. „4000 Rainy Nights” – 6:01
5. „Rebel” – 4:16
6. „Years Go By” – 5:15
7. „Playing With Fire” – 4:15
8. „Venus In The Morning” – 5:35
9. „Anthem Of The World” – 9:32

Muzykę do "No Turning Back" i "Playing With Fire" napisali Tolkki i Kotipelto, do pozostałych utworów muzykę skomponował Timo Tolkki.
Słowa do "SOS" napisał Timo Kotipelto, do "No Turning Back" i "Playing With Fire" Tolkki i Kotipelto; do reszty utworów tekst napisał Timo Tolkki.

### Dodatkowe utwory
| Utwór                                | Długość | Wydawnictwo, na którym jest zawarty                                        |
| ------------------------------------ | ------- | -------------------------------------------------------------------------- |
| "Blackout" (cover zespołu Scorpions) | 4:07    | singel "SOS", Tribute album "Scorpions Tribute", amerykańska wersja albumu |
| "Cold Winter Nights"                 | 5:15    | europejska wersja albumu                                                   |
| "Dream With Me"                      | 5:14    | japońska wersja albumu                                                     |

## Twórcy
- Timo Kotipelto – śpiew
- Timo Tolkki – gitara
- Jari Kainulainen – gitara basowa
- Jens Johansson – instrumenty klawiszowe
- Jörg Michael – instrumenty perkusyjne

gościnnie: chór chłopięcy Cantores Minores

## Informacje o albumie
- nagrywany: Finnvox Studios
- producent: Timo Tolkki
- miksy: Mikko Karmila
- inżynieria: Mikko Karmila/Tolkki
- okładka: Marco Bernard
- fotografie: Dick Lindberg

## Wideografia
- SOS clip